# Tamara Lazakovici
Tamara Lazakovici (în rusă Тамара Лазакович; n. 11 martie 1954, Gusevo, Kaliningrad Oblast⁠(d), Pravdinsk Urban Okrug⁠(d), RSFS Rusă, URSS – d. 1 noiembrie 1992, Viciebsk, Belarus) a fost o gimnastă artistică ce a reprezentat Uniunea Sovietică, medaliată olimpică. A participat la o ediție a Jocurilor Olimpice (1972) în care a câștigat o medalie de aur, o medalie de argint și două medalii de bronz.